# Oh, vilket party!
Oh, vilket party! (engelska: The Party) är en amerikansk komedifilm från 1968 i regi av Blake Edwards. I huvudrollerna ses Peter Sellers och Claudine Longet.

## Handling
Peter Sellers spelar den totalt misslyckade indiske skådespelaren Hrundi V. Bakshi, som gör allting fel och därigenom saboterar en filminspelning av ett episkt kostymdrama i Gunga Din-stil i Hollywood. Hrundi blir omedelbart avskedad, men filmbolagets sekreterare skriver av misstag upp Hrundis namn på en inbjudningslista till en exklusiv fest hemma i filmbolagsdirektören Mr. Clutterbucks stora lyxvilla.
En berömd scen med en papegoja och därefter även en ljudanläggning är bland filmhistoriens stora humorklassiker, då Peter Sellers med typiskt indiskt uttal läser det som står på papegojans matskål; Birdie Num Num. Huvudrollsinnehavaren hittar också en panel med knappar och testar en del funktioner. Bland annat hittar han en knapp som kan reglera vattentrycket på en kopia av Manneken Pis, så denna blöter ner en dam i festklänning. Vi får också följa med huvudrollsinnehavaren in i badrummet och även där lyckas stackars Hrundi klanta till det ordentligt för sig. När de övriga gästerna inser att han är en vandrande katastrof har han redan lyckats vända upp och ner på hela stället.

## Rollista i urval
- Peter Sellers - Hrundi V. Bakshi
- Claudine Longet - Michele Monet
- Natalia Borisova - ballerina
- Jean Carson - Nanny
- Marge Champion - Rosalind Dunphy
- Al Checco - Bernard Stein
- Corinne Cole - Janice Kane
- Dick Crockett - Wells
- Frances Davis - hembiträde
- Danielle de Metz - Stella D'Angelo
- Herb Ellis - regissör
- Paul Ferrara - Ronnie Smith
- Steve Franken - Levinson, betjänt
- Kathe Green - Molly Clutterbuck
- Allen Jung - kocken
- Sharron Kimberly - Prinsessan Helena
- James Lanphier - Harry
- Buddy Lester - Davey Kane
- Stephen Liss - Geoffrey Clutterbuck
- Gavin MacLeod - C. S. Divot
- Jerry Martin - Bradford
- Fay McKenzie - Alice Clutterbuck
- J. Edward McKinley - Fred Clutterbuck, filmbolagsdirektör
- Denny Miller - "Wyoming Bill" Kelso
- Elianne Nadeau - Wiggy
- Thomas W. Quine - kongressledamot Dunphy
- Timothy Scott as Gore Pontoon
- Ken Wales - regiassistent
- Carol Wayne - June Warren

## Om filmen
- Filmen hade svensk premiär 23 februari 1969 på biograferna Park och Ricardo i Stockholm.
- Hrundi V. Bakshi framför en trehjulig motorcykelbil, en Morgan Super Sports. Det blir en komisk kontrast när huvudrollsinnehavaren parkerar denna bil bredvid betydligt större amerikanska bilar och en och annan Rolls Royce.
- Filmen är en komedi med inslag av slapstick och fars.
- Rollfiguren Hrundi V. Bakshi är skapad av regissören Blake Edwards för Peter Sellers, som under lång tid hade imiterat indier och även gjort andra oerhört träffsäkra karikatyrer av olika etniciteter, typer, språk och dialekter i sina shower och filmer.

## Musik i filmen i urval
- "Nothing to Lose", text Don Black, musik Henry Mancini, framförd av Claudine Longet
- "The Party", text Don Black, musik Henry Mancini, framförd av festdeltagare
- "It Had Better Be Tonight (Meglio Stasera)", musik Henry Mancini